# Marie von Württemberg

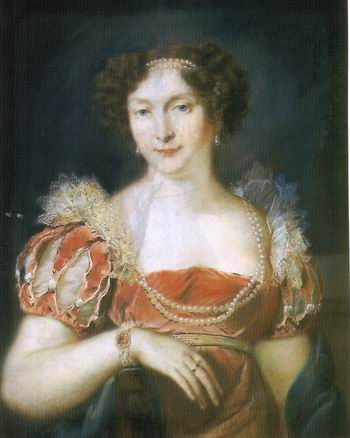
Herzogin Marie von Sachsen-Coburg und Gotha (um 1850), Pastell, Schloss Callenberg, Coburg

Marie von Württemberg (vollständiger Name Prinzessin Antoinette Friederike Auguste Marie Anna von Württemberg, * 17. September 1799 in Coburg; † 24. September 1860 in Gotha) war durch Heirat eine Herzogin von Sachsen-Coburg und Gotha.

## Leben
Marie war die einzige Tochter des Herzogs Alexander Friedrich Karl von Württemberg und seiner Frau, der Prinzessin Antoinette (1779–1824), der zweiten Tochter Herzogs Franz von Sachsen-Coburg-Saalfeld. Ihre Tante war die Zarin Maria Fjodorowna.
Marie wuchs zuerst im Schloss Fantaisie bei Bayreuth auf. Da ihr Vater ab 1799 General der russischen Armee, später Gouverneur von Weißrussland und russischer Verkehrsminister war, lebte sie von 1802 bis 1832 auf einem Gut bei Mitau im heutigen Lettland und in einem Palais der Familie in St. Petersburg.
Am 23. Dezember 1832 heiratete Marie ihren 15 Jahre älteren Onkel Herzog Ernst I. von Sachsen-Coburg und Gotha. Die Feier fand im Audienzsaal von Schloss Ehrenburg statt. Die Hochzeit hatte die 1831 verstorbene Großmutter Herzogin Auguste arrangiert und mit Beharrlichkeit nach mehrjähriger Verhandlung zustande gebracht. Nach der Heirat war Marie nicht nur Cousine, sondern auch Stiefmutter der Söhne ihres Mannes aus der ersten Ehe mit der Herzogin Luise, den Prinzen Ernst und Albert.
Die weltgewandte Marie interessierte sich vor allem für Literatur, Musik, Theater und Kunst. Das neu erbaute Coburger Hoftheater wurde an ihrem 41. Geburtstag eröffnet. Franz Liszt war ab 1842 bei ihr öfters zu Besuch. Sie kümmerte sich persönlich um die Dienerschaft. 1836 übernahm sie das Protektorat für das Gothaer Marien-Institut, eine private Unterrichtsanstalt für Mädchen. Am 3. Mai 1842 stiftete sie in Coburg 2000 Taler zur Gründung einer „Bewahranstalt für kleine Kinder hiesiger Stadt nach dem Vorbild eines gleichen Instituts der Residenzstadt Gotha“. Die Marienschulstiftung wurde noch im selben Jahr tätig und betreibt bis heute als selbständige Stiftung in Coburg einen Kindergarten und seit einigen Jahren auch eine Kinderkrippe. Untergebracht ist sie seit 1869 in dem ihr gehörenden Anwesen Park 1 in Coburg. 
Nachdem ihr Mann Ernst I. 1844 gestorben war, wählte Marie als Witwensitz das Herzogtum Gotha mit Schloss Reinhardsbrunn, Schloss Friedrichsthal und Schloss Friedenstein, wo sie am 24. September 1860 um 7:45 Uhr starb. Sie hat im Herzoglichen Mausoleum auf dem Coburger Friedhof am Glockenberg ihre letzte Ruhestätte.